# ماتیو کادری
ماتیو کادری (به انگلیسی: Matthew Cowdrey) (زادهٔ ۲۲ دسامبر ۱۹۸۸) شناگر اهل استرالیا است.